# Alfred Shaheen
Alfred Shaheen (New Jersey 31 januari 1922 - Torrance 22 december 2008) was een Amerikaans textielfabrikant en couturier.
Shaheens bekendste creatie is het aloha-shirt. Hij werd hiertoe geïnspireerd door zijn vele tussenstops in Hawaï tijdens zijn reizen naar Guam om daar zijde te kopen voor het bedrijf van zijn vader en grootvader, deze bezaten een aantal textielfabrieken en kledingzaken. In 1938 verhuisde het gezin naar Honolulu in Hawaï, hier richtte Alfred Shaheen zijn eigen bedrijf op in 1948. Met een zelfgebouwde drukpers begon hij in 1952 in een golfplaten geprefabriceerde Quonsethut met het bedrukken van zijde, katoen en viscose.
Met de bedrukte stoffen werden Hawaïaanse shirts en rokken vervaardigd, de stoffen hadden Polynesische en Aziatische patronen. Dit werd een groot succes en al snel produceerde hij 50.000 meter stof per maand. In 1956 moest Shaheen zijn bedrijf verhuizen naar een fabriek met een oppervlakte van 7000m². Zijn bedrijf floreerde en in 1959 had Shaheen meer dan 400 medewerkers in dienst met een jaarlijkse omzet van 4 miljoen dollar. Shaheen ging met pensioen in 1988 en sloot de fabriek, nog enige tijd behield hij zijn huizen in Honolulu en Los Angeles om zich vervolgens permanent te vestigen in Torrance, Californië; hier stierf hij op 22 december 2008 aan de gevolgen van diabetes. Alfred Shaheen is 86 jaar oud geworden.

## Trivia
- De Hawaï shirts en bedrukte stoffen, die o.a. werden gebruikt voor jurken en rokken, werden bijzonder populair in de naoorlogse Verenigde Staten. Het is bekend dat Elvis Presley een creatie van Shaheen heeft gedragen voor de foto op de platenhoes van Elvis' Blue Hawaii